# Lew Pyssarschewskyj

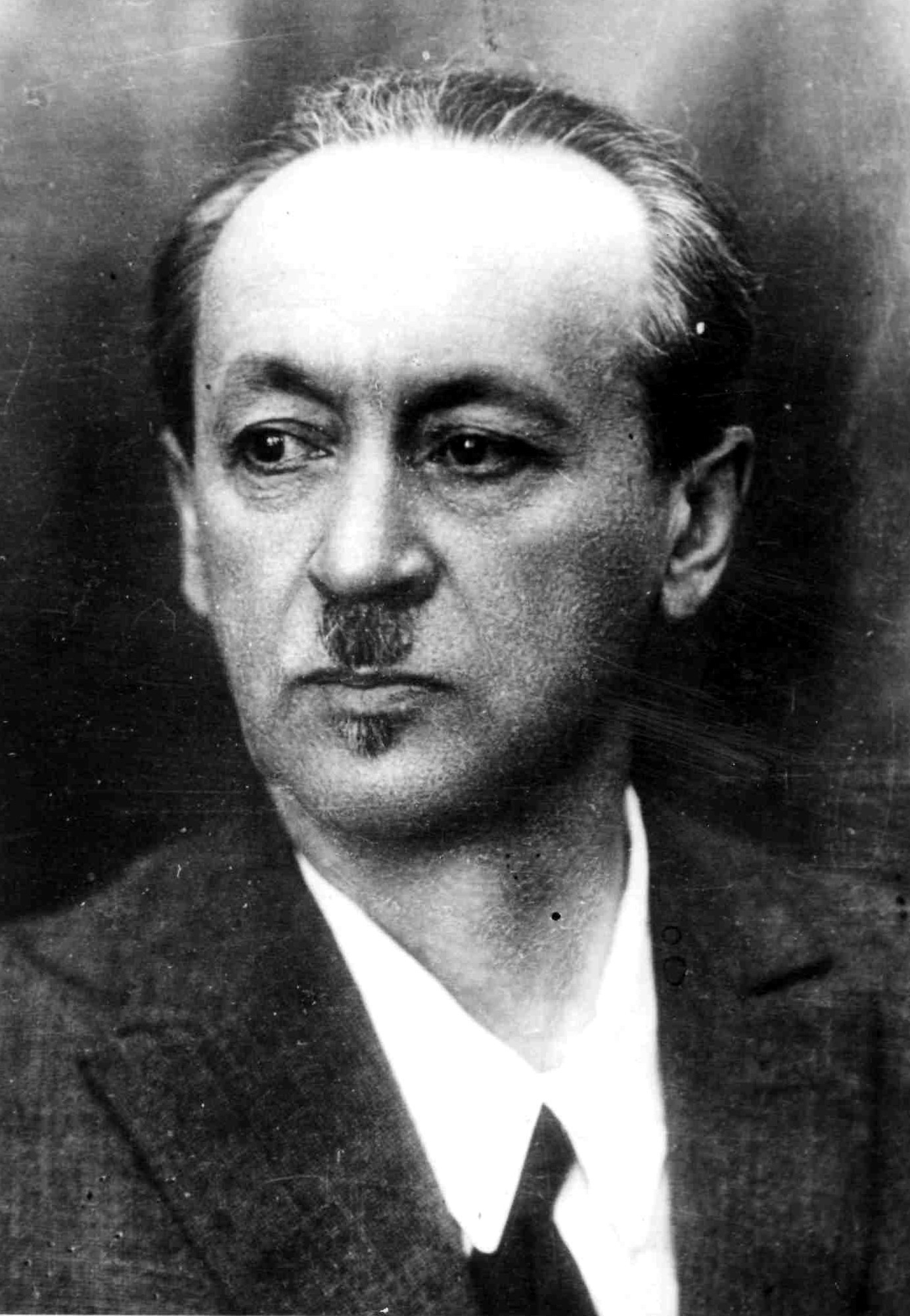
Lew Pyssarschewskyj

Lew Wolodymyrowytsch Pyssarschewskyj (* 1. Märzjul. / 13. März 1874greg. in Chișinău, Gouvernement Bessarabien, Russisches Kaiserreich; † 23. März 1938 in Dnipropetrowsk, Ukrainische SSR) war ein ukrainisch-sowjetischer Chemiker.

## Leben
Lew Pyssarschewskyj ging in Chișinău auf ein Gymnasium und 1882 nach dem Umzug der Familie nach Odessa bis 1892 auf das dortige Richelieu-Lyzeum. 
Im Anschluss studierte er bis 1896 an der Noworossijskij Universität in Odessa und bereitete sich dort anschließend auf eine Professur vor. 1900 bildete er sich in Leipzig weiter und gewann im selben Jahr den großen Lomonossow-Preis. 1902 verteidigte er seine Dissertation an der Universität in Odessa.
1904 wurde er Chemieprofessor an der Universität Tartu und lehrte dort bis 1908.
Zwischen 1908 und 1911 war er als Professor am Kiewer Polytechnischen Institut tätig.
Anschließend zog er nach Sankt Petersburg und lehrte dort an den Bestuschewskije kursy und am Bechterew Psychoneurologischen Institut. Von 1913 an war er als Professor am Bergbau-Institut und der Universität in Jekaterinoslaw.
Ab 1927 war er der erste Direktor des neu geschaffenen Ukrainischen Instituts für Physikalische Chemie (heute das nach ihm benannte Institut für Physikalische Chemie der Nationalen Akademie der Wissenschaften der Ukraine) und parallel zwischen 1929 und 1934 Professor des Polytechnischen Instituts in Tiflis.
Lew Pyssarschewskyj war seit 1925 Mitglied der Ukrainischen Akademie der Wissenschaften sowie seit 1928 korrespondierendes und seit 1930 Vollmitglied der Akademie der Wissenschaften der UdSSR.
Lew Pyssarschewskyj veröffentlichte über hundert wissenschaftliche Arbeiten, die eine bedeutende Rolle in der Entwicklung der modernen Chemie gespielt haben.

## Ehrungen
1930 erhielt den Leninpreis und 1936 wurde ihm der Leninorden verliehen.
In Kiew wurde 1961 eine Straße nach ihm benannt.